# 許明薰
許明薰（1937年—2004年3月19日），臺灣新竹市人，文史工作者，也是紀政在中學時的田徑教練。

## 生平

### 體育生涯
許明薰為1937年生，父親為許添財，母親為新竹市富豪黃鼎三之三女兒黃足。許明薰從就學時對田徑產生濃厚興趣，屢次在新竹縣運動會奪得金牌。在新竹高工畢業後，因運動成績好，是新竹縣代表隊跳高、跳遠選手。如1956年第六屆新竹縣運動會時參加社會男子組跳高，破紀錄，成績一．八一公尺。
一次，許明薰在新竹市東區東門國民小學沙坑練習跳高跳遠時，新竹第二女子初級中學童軍兼體育老師鍾佩華前來自我介紹，說她的學生紀政等人有運動潛力，希望許明薰能教導她們。許明薰的個性是會熱心指導體育選手、還會免費提供書籍給清寒選手，以免荒廢課業。據紀政回憶，當許明薰表演跳高給她們看時，她自己驚訝從沒看過跳這麼高的人，從此像「小鴨子」一樣跟隨練習跑步、跳高。
紀政與許明薰早在1956年新竹縣運動會都有參加，只不過紀政是參加接力比賽。許明薰見紀政跑步能到十四秒二，就告訴她「如果有釘鞋，便能達到全國最好的成績」；於是手頭緊的紀父借錢到功學社買了釘鞋。紀政在初中時，便有一七○公分、體重五十公斤。專長跳高的許明薰在指導紀政跳高和跑步後，到她初二時就陪著她到台中參加全省中上運動會。1958年，十五歲的紀政打敗有「女子跳高皇后」之稱的張幸子，得到女子組跳高冠軍，讓張當場痛哭失聲。獲勝當天，關頌聲在織田幹雄陪同下，走到紀政和許明薰身邊，問了紀政狀況，就此挖掘出了紀政這顆稱為「飛躍的羚羊」的運動明星。
後來，許明薰曾為了紀政從勵行中學轉學問題，向義民中學提出希望能免學費的條件，但碰了軟釘子；因此由竹南高中老師陳標殷出面協助，安排紀政到竹南高中。多年後，1994年，紀政在華視《點燈》談起支援她小學學費的吳金虎、贊助馬拉松比賽的林清松時，許明薰忽然出現在攝影棚，讓紀政激動上前摟了上去。

### 文史生涯
許明薰於台灣日光燈退休前，在《中國時報》讀到外祖父黃鼎三的記事，引起他對新竹文史工作的興趣，便投入新竹史料搜集。他曾協助新竹耆老林炳章清理出大量戰後初期新竹地區接收和日僑遣返的珍貴文獻。
1999年6月底，新竹市政府委託張炎憲帶領的許明薰、楊雅慧、陳鳳華及張德南等人，去拜訪二二八事件與台灣白色恐怖時期新竹地區的時期的受難者及見證人。許明薰找人的功夫要得，經多次努力才採訪到原先不意受訪的蕭杜寶珠等。許明薰還查訪到施儒昌，將他胞兄施儒珍的故事大白於世人，經《中國時報》刊載後震驚臺灣社會，讓更多的受難者和家屬敢於出面陳述自己遭遇的經歷。
2002年，許明薰因癌症在長庚醫院住院三個月，心願依然是二二八田野調查資料和地方耆老珍貴的文獻能早日出版，作為後世子孫的讀本。該年12月10日，國際人權日，由新竹市政府出版的《新竹風城二二八》與《風中的哭泣: 五〇年代新竹政治案件》書籍舉行發表會，作者張炎憲、許明薰、楊雅慧、陳鳳華等出席。

## 去世
2004年中華民國總統選舉前夕，2004年3月19日清晨，臥病在床的許明薰病情惡化去世。
2010年7月22日到9月30日，新竹市文化局舉行「平凡中的不平凡—許明薰先生資料展」。開展當天，紀政特地前來，新竹市市長許明財、副市長曾國修也先後到場表達敬意。